# Kammerchor Wernigerode
Der Kammerchor Wernigerode ist ein gemischter Kammerchor aus Wernigerode in Sachsen-Anhalt mit rund 30 Sängerinnen und Sängern.

## Geschichte
Der Chor wurde im April 2003 von Peter Habermann mit ehemaligen Mitgliedern vom Rundfunk-Jugendchor Wernigerode gegründet. Chormitglieder sind inzwischen auch ehemalige Sängerinnen vom Mädchenchor Wernigerode. Im Jahr 2004 erfolgte die Eintragung des Kammerchor Wernigerode e.V.
Die künstlerische Leitung lag zunächst in den Händen von Gründungsmitglied Peter Habermann, der inzwischen Ehrendirigent des Ensembles ist. Ihm folgte 2010 Rainer Ahrens, der zu seiner Schulzeit ebenfalls Sänger im Rundfunk-Jugendchor Wernigerode war. Von Sommer 2017 bis Sommer 2022 ist Benjamin Stielau künstlerischer Leiter des Chores gewesen. Seit Januar 2023 übernimmt Jean-Philippe Apel die künstlerische Leitung.
In der Vergangenheit hat der Kammerchor Wernigerode immer wieder mit verschiedenen Gastdirigenten zusammengearbeitet. Unter anderem Gunter Berger, Jens Klimek, Anne Kohler (Hochschule für Musik Detmold), Wolfgang Kupke (Landesjugendchor Sachsen-Anhalt), Tobias Löbner (Hallenser Madrigalisten) und Andreas Mücksch.
Die Besonderheit dieser Chorformation ist die große räumliche Entfernung der Chormitglieder. Proben- und Konzertwochenenden finden im Abstand von 4–6 Wochen an wechselnden Orten in Deutschland statt, zu denen die Sängerinnen und Sänger aus der gesamten Bundesrepublik anreisen.

## Auftritte und Auszeichnungen
Neben verschiedenen Konzerten im In- und Ausland (Fürstentum Liechtenstein und die Schweiz 2005 sowie Beijing 2008, China) trat das Ensemble unter anderem zum Eröffnungskonzert des im Mai 2005 neu gegründeten Deutschen Chorverbandes in Magdeburg auf.
Ein erster Preis beim 3. Internationalen Johannes-Brahms-Chorfestival 2003 in Wernigerode, die Auszeichnung "mit hervorragendem Erfolg teilgenommen" sowie ein Sonderpreis für die herausragende Interpretation eines zeitgenössischen Chorwerkes beim Landeschorwettbewerb 2005 in Bernburg und schließlich ein dritter Preis beim renommierten Deutschen Chorwettbewerb in Kiel 2006 stellen das noch junge Ensemble in die Reihe der profilierten semiprofessionellen Chöre Deutschlands.
Im Juni 2007 gewann der Kammerchor Wernigerode den ersten "Grand Prix der Chöre" im ZDF.
Bei den 2. European Choir Games, die Anfang Juli 2015 in Magdeburg stattfanden, konnte der Chor in der Kategorie "Musica Sacra" eine Goldmedaille (mit 87,4 von 100 Punkten) gewinnen. Zeitgleich wurde auch der erste Grand Prix of Nations in Magdeburg ausgetragen, in dem ebenfalls eine Goldmedaille (mit 92,6 von 100 Punkten) in der Kategorie "Kammerchöre & Vokalensembles" erreicht werden konnte.
Die 10. World Choir Games Anfang Juli 2018 in Tshwane konnte der Kammerchor erneut mit zwei Goldmedaillen in den Kategorien "Mixed Chamber Choirs" (mit 86,38 von 100 Punkten) und "Musica Contemporanea" (mit 89,13 von 100 Punkten) abschließen. Während der Performance in der zeitgenössischen Kategorie wurde das Werk "gadji beri bimba" von Jens Klimek uraufgeführt, welches auf einem dadaistischen Gedicht von Hugo Ball basiert und speziell für diesen Wettbewerb dem Chor gewidmet wurde.

## Uraufführungen
- 20. Dezember 2014: Singt dem König Freudenpsalmen, Motette von Ludger Stühlmeyer
- 13. Juli 2018: gadji beri bimba, Jens Klimek

## Tonträger
1. 2007	Sommarpsalm (Koch Universal)
2. 2009  Wie strahlt dein Licht so sternklar (CC Koepfe)